# Hygrophorus penarioides
Hygrophorus penarioides là một loài nấm trong họ Hygrophoraceae. Tìm thấy trong Thụy Điển, nó mọ với liên kế rễ cây sồi. Trước đây được xác định làmHygrophorus penarius, một loài tương tự thường được tìm thấy kết hợp với cả hai sồi và cây beech, phân tích của dữ liệu trình tự internal transcribed spacer chứng minh rằng các loài khác nhau.